# Кизилкесек
Кизилкесе́к (каз. Қызылкесек) — село у складі Аксуатського району Абайської області Казахстану. Адміністративний центр Кизилкесецького сільського округу.
Населення — 1412 осіб (2021; 1972 у 2009, 2028 у 1999, 1980 у 1989).
Національний склад станом на 1989 рік:
- казахи — 100 %